# Волокитины (дворянский род)
Волокитины — древний русский дворянский род.
Однородцами является дворянский род Стремоуховых.

## История рода
Род считается происходящим из Греции. Фамилию получили от бывшего в роде Алексея Волокиты. Степан Волокитин сын Стремоухов дворовый дворянин Новгорода Северского служивший по Рыльску.
Михаил Кириллович Волокитин упоминается, как послух (1572).
Истома Волокитин подьячий Ямского приказа (1606), упомянут (1614). Новгородец Алексей Волокитин служил в копейном строю (1664).